# Décennie 1430 en arts plastiques
Chronologie des arts plastiques
Années 1420 - Années 1430 - Années 1440
Cet article concerne les années 1430 en arts plastiques.

## Événements
- 1430 : le peintre Jan Van Eyck s’établit à Bruges[1].
- 1er septembre 1432 : début de l'activité de l'atelier de Luca della Robbia, sculpteur et céramiste, à Florence[2].
- 1435 : De pictura (De la peinture), traité de l’architecte Léon Battista Alberti dédié à Brunelleschi (théorie de la perspective géométrique)[3].
- 1436 :
  - les Dominicains de Fiesole s’installent au couvent Saint-Marc à Florence, récemment reconstruit par Michelozzo. Fra Angelico peint de nombreuses fresques pour le cloître, le chapitre, et une vingtaine de cellules du premier étage[4].
  - Rogier Van der Weyden est nommé peintre officiel de la ville de Bruxelles, où il passe l’essentiel de sa vie[5].
- 1er avril 1438 : le peintre vénitien Domenico Veneziano propose ses services à Pierre de Médicis et se rend à Florence[6].

## Réalisations
- Vers 1430 : Diptyque de la Crucifixion et du Jugement dernier de Jan van Eyck[7].
- Vers 1430-1432 : Sassetta peint le retable de la Madone des neiges pour l'autel de Saint-Boniface de la cathédrale de Sienne[8].
- Vers 1430-1435 : Les Grandes Heures de Rohan, livre d'heures enluminé du Maître de Rohan[9].
- 1431-1435 : Fra Angelico peint Le couronnement de la Vierge, conservé au musée des Offices de Florence[10].
- 1431-1438 : Tribune des chantres (Cantoria) réalisé pour la cathédrale de Florence par Luca della Robbia[11].

- Janvier 1432 : Jan Van Eyck peint le portrait du cardinal Niccolò Albergati[1].
- 6 mai 1432 : Jan Van Eyck dévoile le polyptyque gantois (cathédrale Saint-Bavon) formé de douze panneaux traitant de l’Annonciation et de la Rédemption, commande de Jodocus Vyd et de son épouse Elisabetta Borluut (retable de l’Agneau Mystique)[12].
- 10 octobre 1432 : Van Eyck signe le portrait Thymotheos ou Léal Souvenir[12].
- 1432 : Retable de la Madeleine peint par Lukas Moser[13].

- 21 octobre 1433 : L'Homme au turban rouge autoportrait présumé de Jan Van Eyck[1].
- 1433 : 
  - Fra Angelico peint sa Madone aux anges musiciens[14].
  - La Sainte Vierge avec l'Enfant Jésus ou Madone de Thyssen, attribuée à Rogier van der Weyden[15].
  - Vierge de l'humilité, de Domenico di Bartolo[16].
- 1433-1434 : Fra Angelico peint L'Annonciation de Cortone[17].
- 1433-1438 :
  - Donatello et Michelozzo sculptent la chaire du dôme de Prato, décorés des bas-reliefs de la danse des putti, commandés en 1428[18].
  - Saint Georges délivrant la princesse de Trébizonde fresque de Pisanello à l'église Santa Anastasia de Vérone[16].
- 1433-1439 : Cantoria de Donatello sculpté pour la cathédrale Santa Maria del Fiore de Florence[3].
- 1433-1445 : Le Filarète, appelé à Rome par le pape Eugène IV, travaille sur la décoration des portes en bronze de la basilique Saint-Pierre[19].

- 1434 : Les Époux Arnolfini, peinture sur bois de Jan van Eyck[1].
- 2 décembre 1434 : la réalisation de L'Empereur Sigismond et ses ministres, panneau du pavement intérieur du Duomo de Sienne, dessiné par Domenico di Bartolo, est achevée[20].
- Vers 1434-1435 : Fra Angelico peint Le couronnement de la Vierge pour orner un des autels de l'église du couvent San Domenico de Fiesole[21].
- Vers 1434-1436 : L'Annonciation, peinture à l'huile de  Jan van Eyck[22].
- Vers 1434-1443 : à Florence, Donatello fond le bronze David[3].
- 1435 : Jan Van Eyck réalise la peinture polychrome de six statues décorant la façade de l’Hôtel de ville de Bruges[1].
- Vers 1435 : La Vierge au chancelier Nicolas Rolin, de Jan van Eyck[23].

- Vers 1435-1438 : La Descente de croix, panneau de bois peint du peintre flamand Rogier van der Weyden[24].
- Vers 1435-1440 :
  - Saint Luc dessinant la Vierge, huile sur panneau du peintre flamand Rogier van der Weyden[5].
  - Vierge de Lucques, tableau de Jan van Eyck[23].
  - Portrait d’une princesse de la maison d’Este, tableau de Pisanello[25].
- 1436 : 
  - Monument équestre du condottière John Hawkwood, fresque de Paolo Uccello[26].
  - portrait Jean De Leeuw, de Jan Van Eyck[1].
  - La Vierge au chanoine Van der Paele, tableau de Jan van Eyck[23].
- 1436-1437 : triptyque de Cortone de Fra Angelico[27].
- 1437 :
  - triptyque de Dresde de Jan van Eyck[23].
  - Sainte Barbe, peinture de Jan Van Eyck[1].
- Après 1437 : L'Annonciation du couvent San Marco, fresque de Fra Angelico[28].
- 1437-1444 : Sassetta peint le retable de Borgo San Sepolcro[29].
- Avant 1438 : Marie-Madeleine lisant, fragment d'un retable de Rogier van der Weyden[30].
- 1438-1440 :
  - Pala di San Marco de Fra Angelico, une des premières représentations du thème de la Conversation sacrée[3].
  - La Vierge dans une église, tableau de Jan van Eyck[23].
- Vers 1438 :
  - Retable de Werl de Robert Campin[31].
  - Polittico Guidalotti ou Pala di Perugia, peinture de Fra Angelico[27].
- 1438-1441  :  L’Adoration des mages, tableau de forme circulaire de Domenico Veneziano[32].
- 1439 : Madone à la fontaine et Portrait de Marguerite van Eyck, épouse de l’artiste, tableaux de Jan Van Eyck[1].

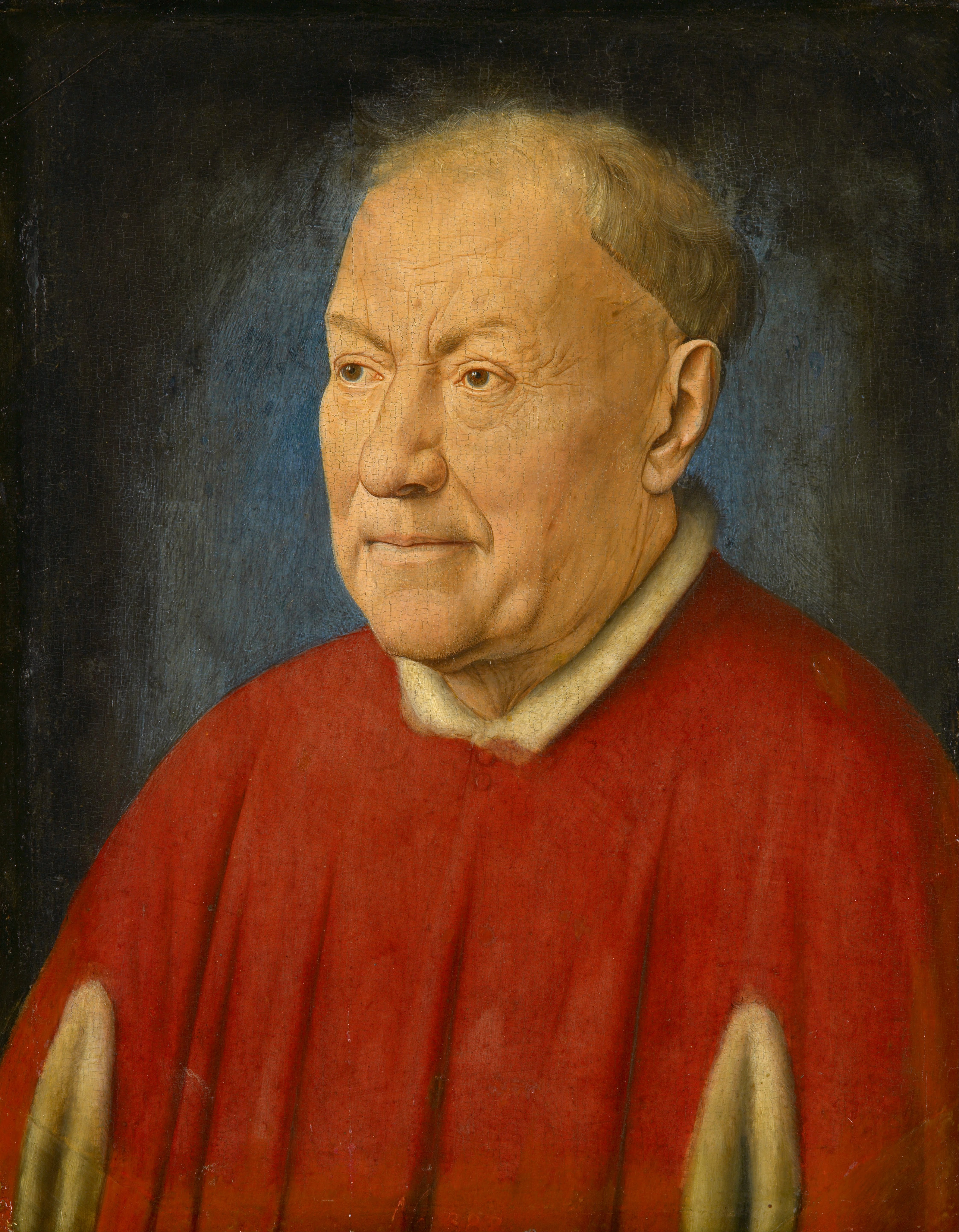
Portrait du cardinal Niccolò Albergati.
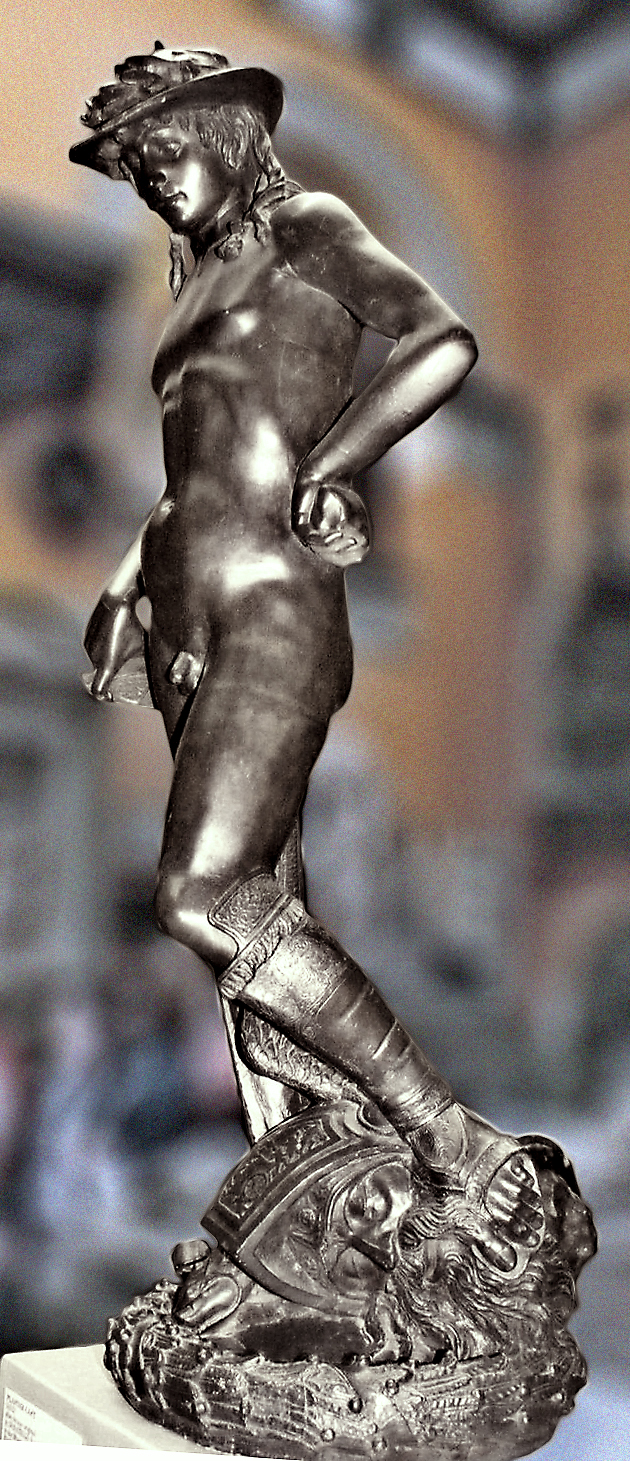
Réplique du David de Donatello
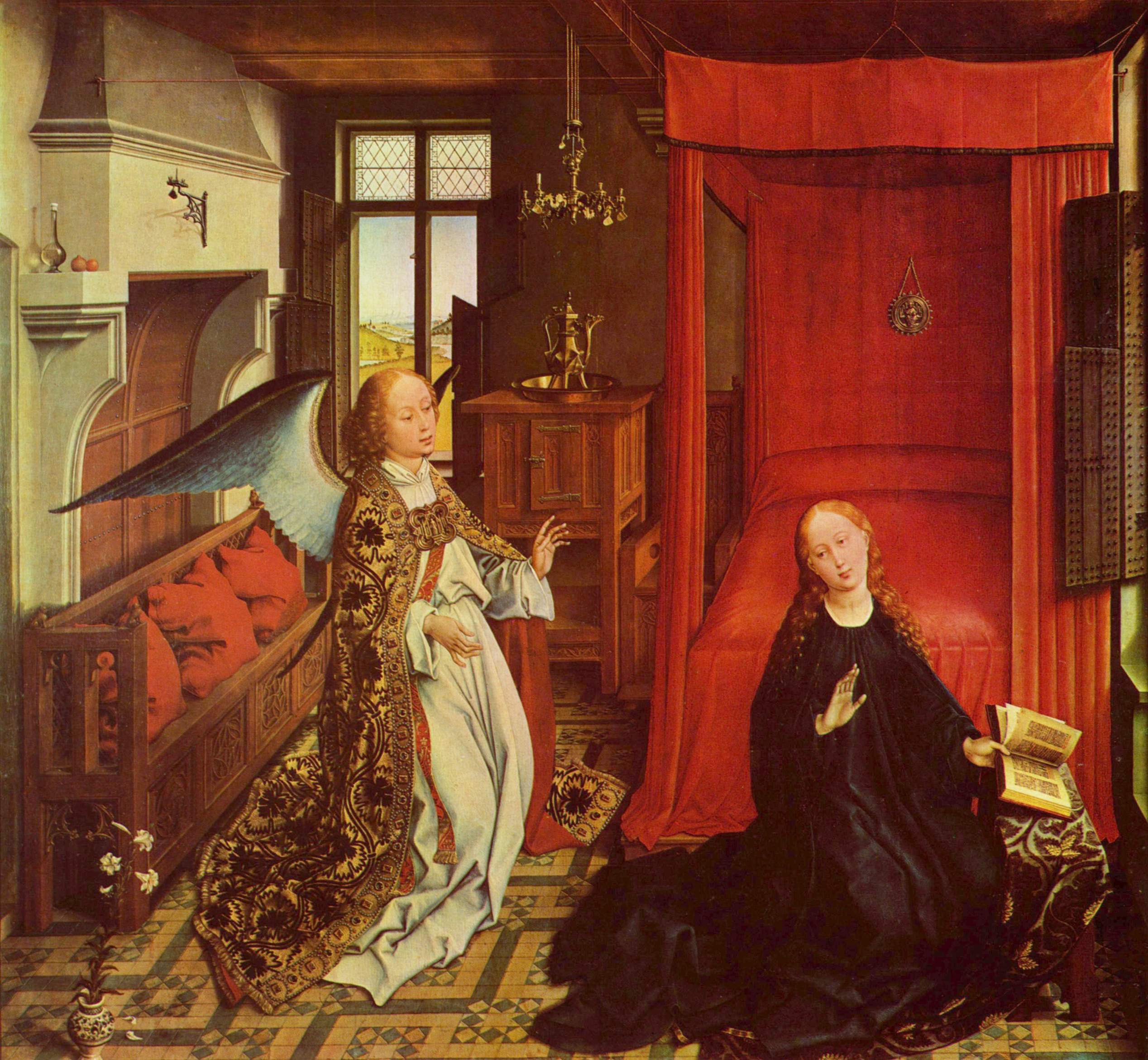
L’Annonciation (v. 1435) peinture de Rogier Van der Weyden
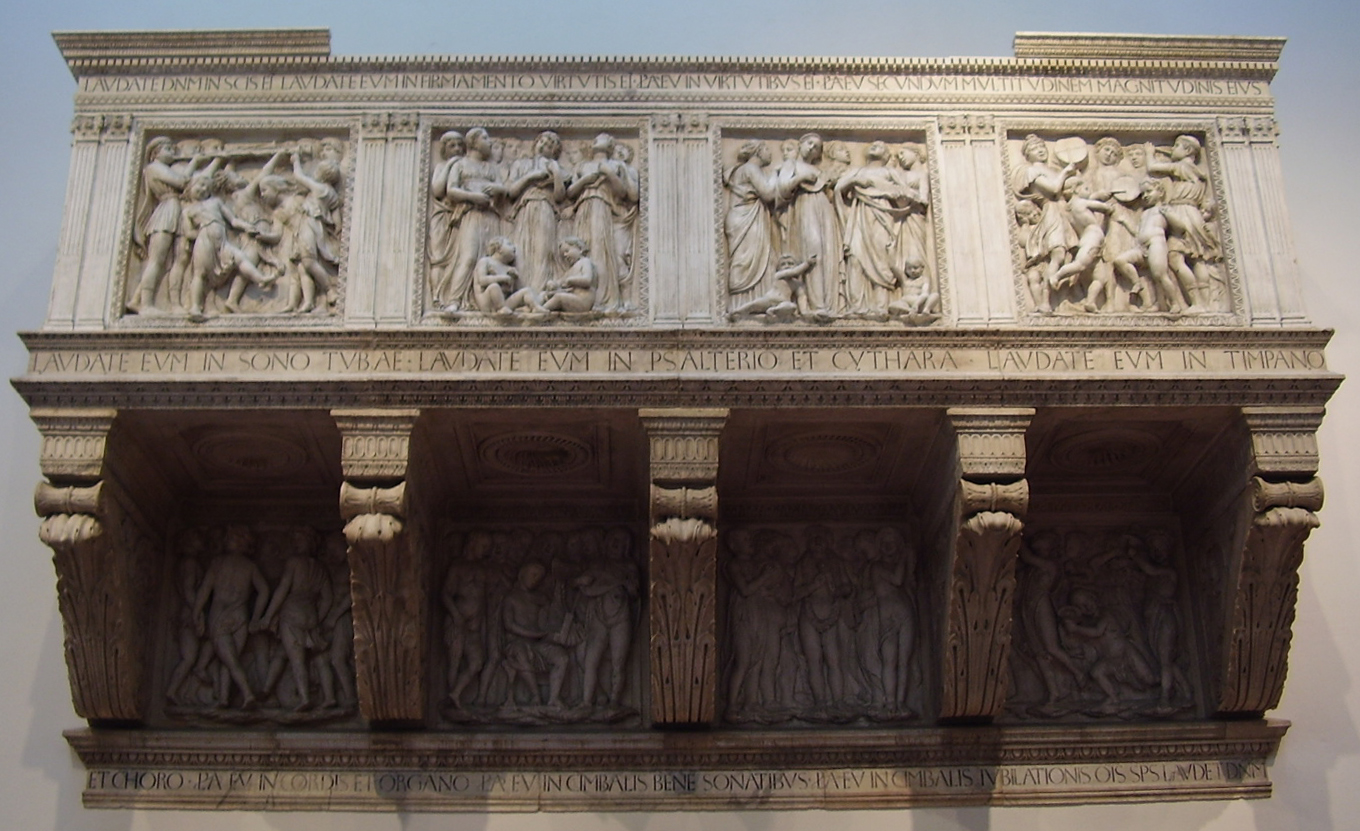
Cantoria de Luca della Robbia
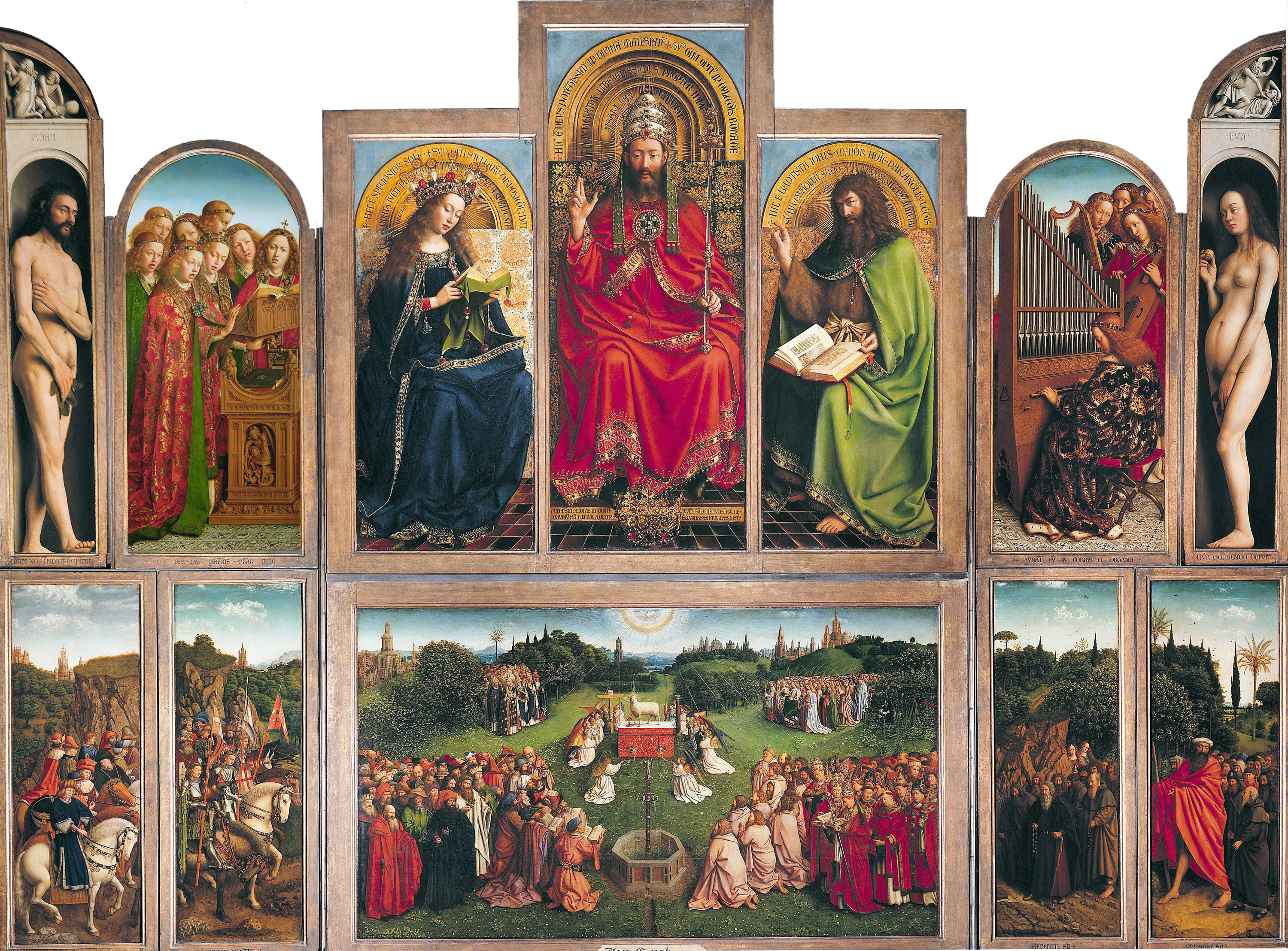
Retable de l’Agneau Mystique de Jan Van Eyck
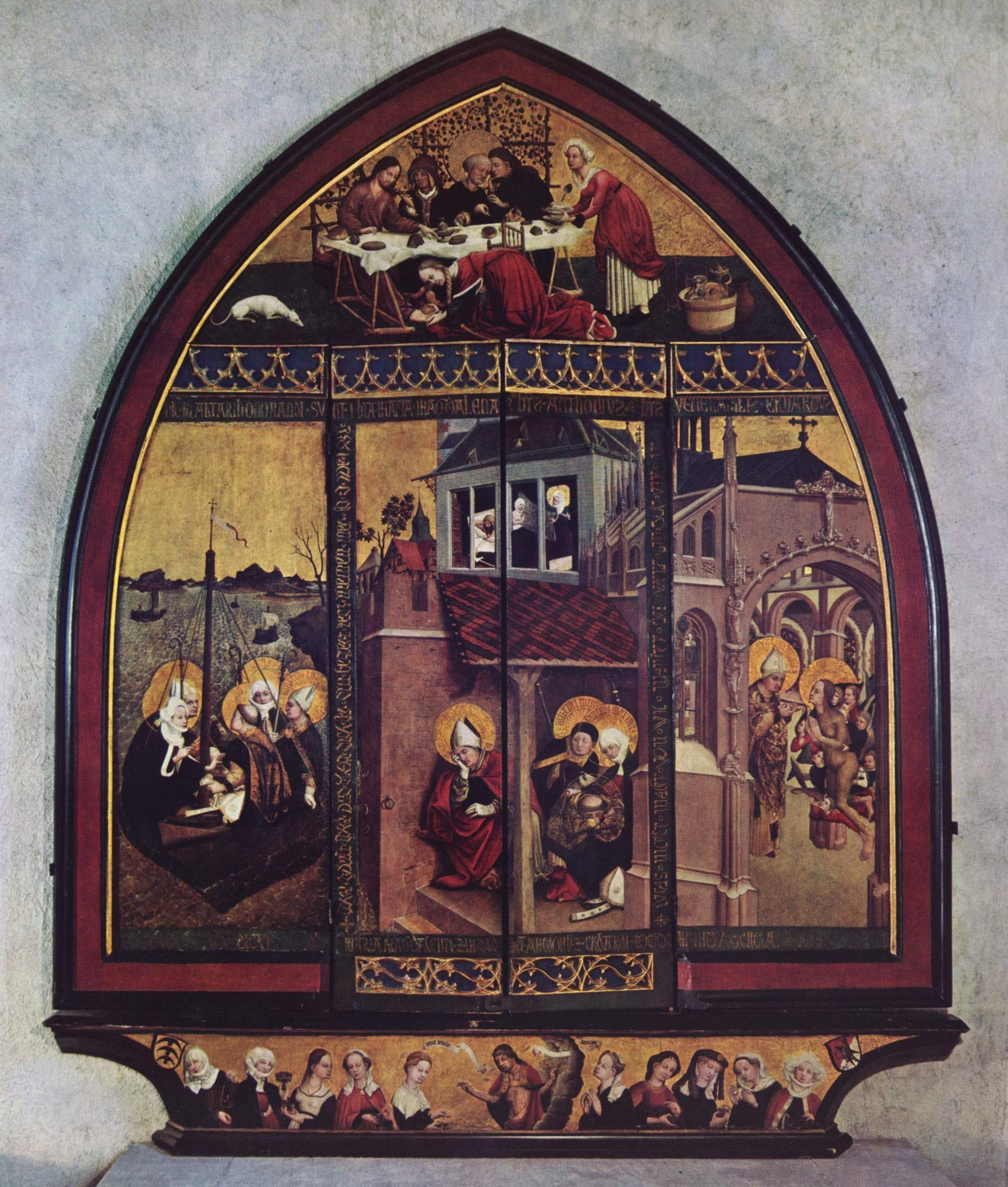
Retable de la Madeleine, de Lukas Moser
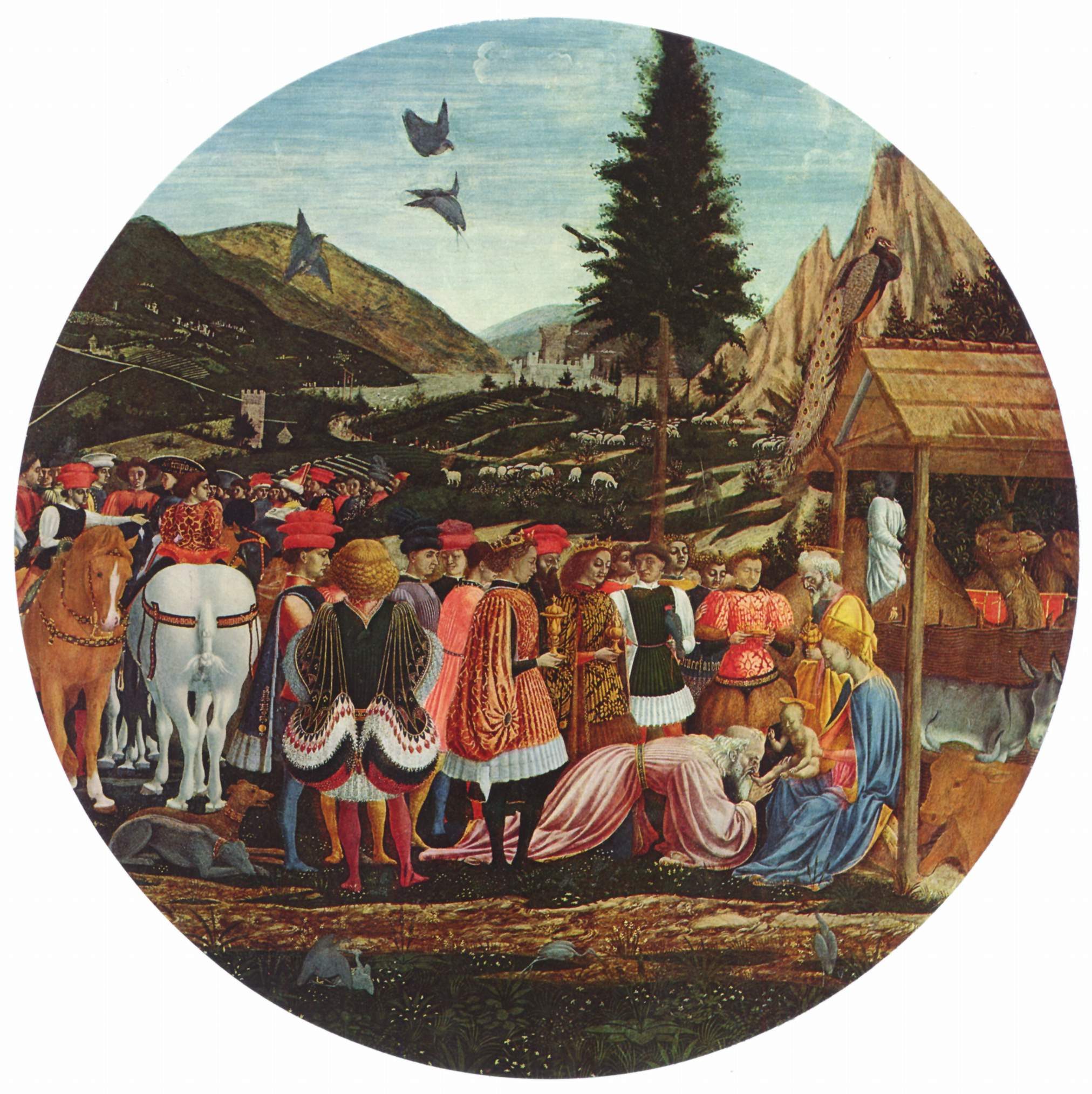
L’Adoration des Mages, de Domenico Veneziano.
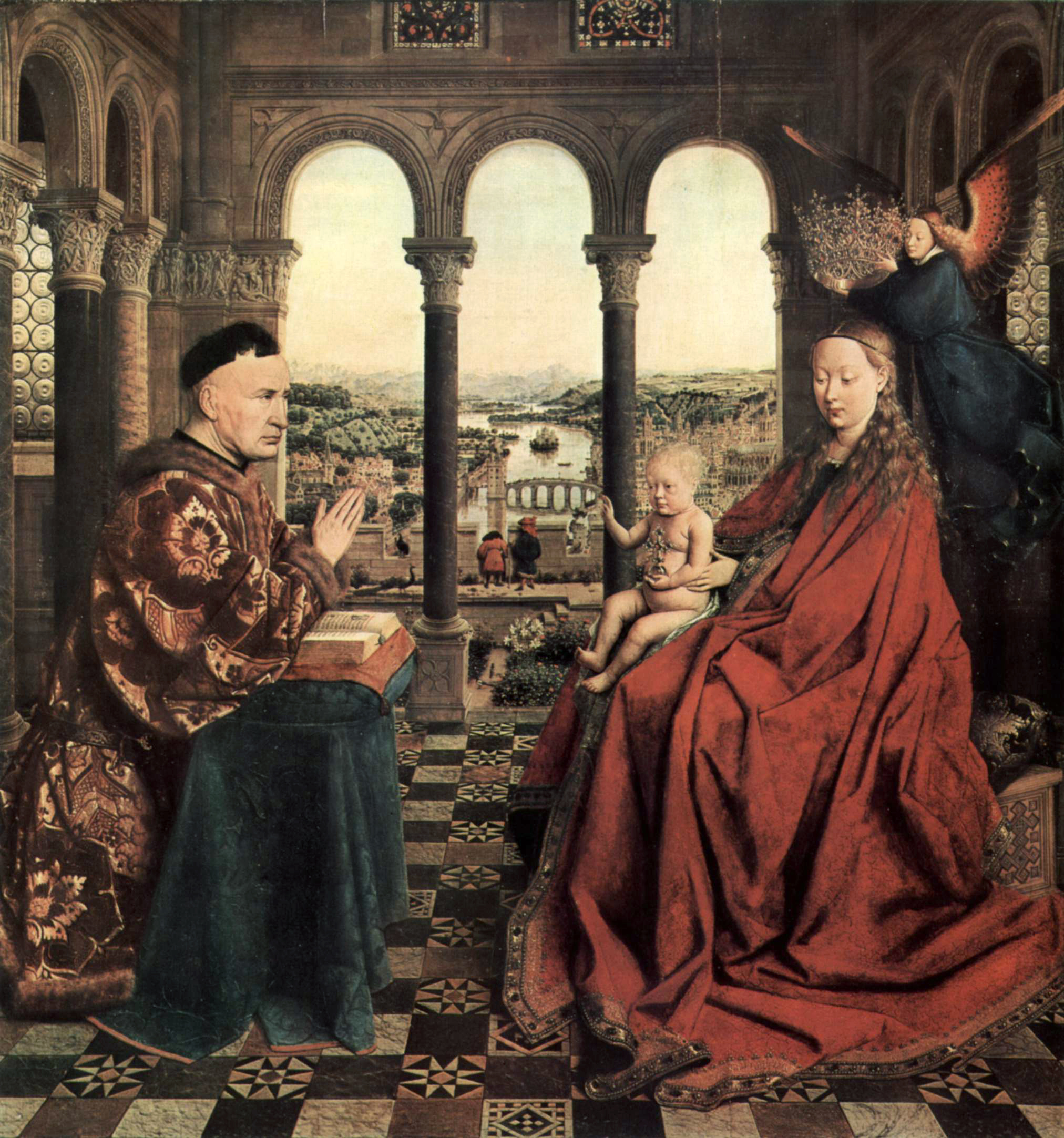
La Vierge du chancelier Rolin
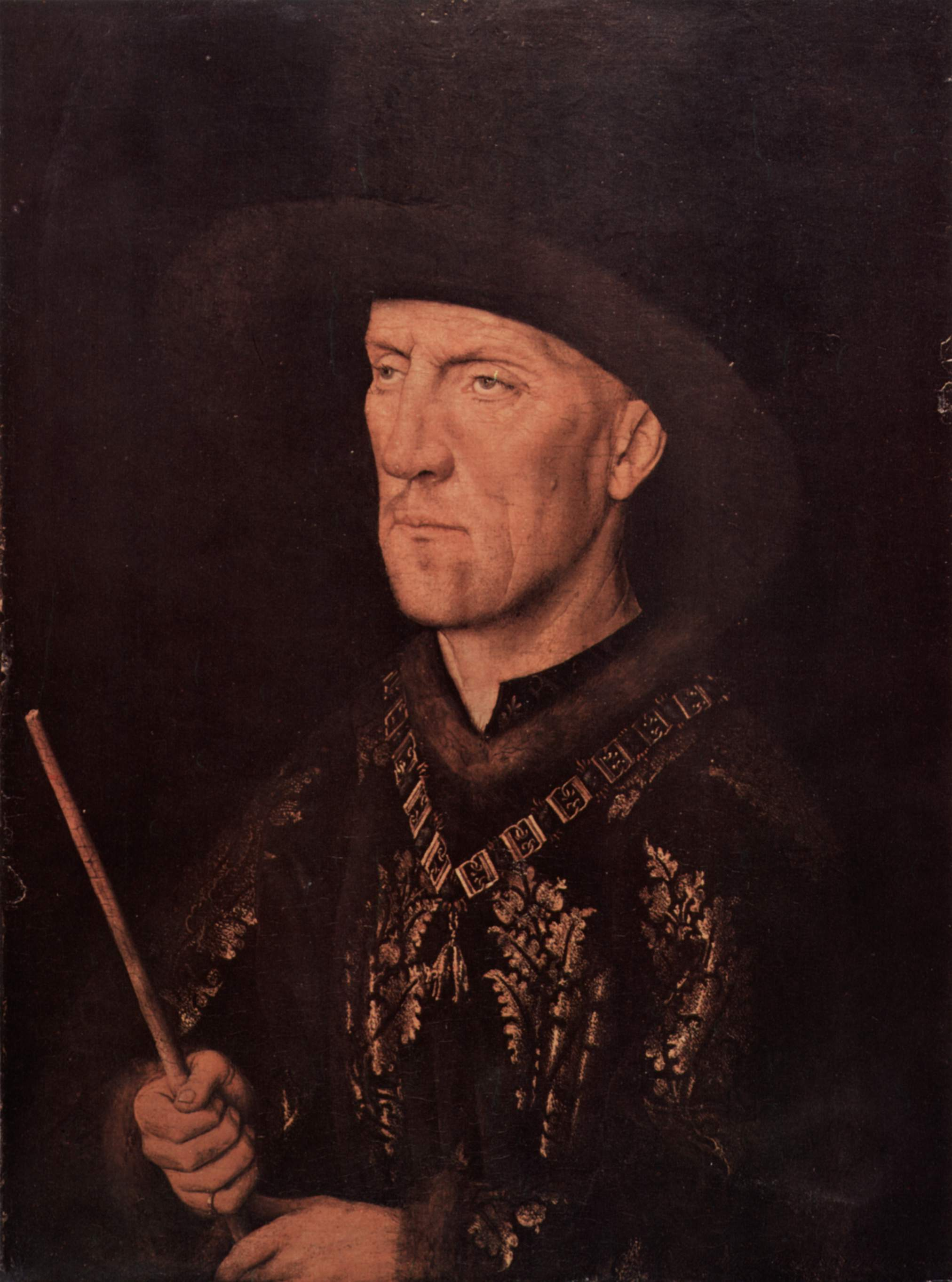
Portrait de Baudouin de Lannoy (postérieur à 1430) de Jan Van Eyck.
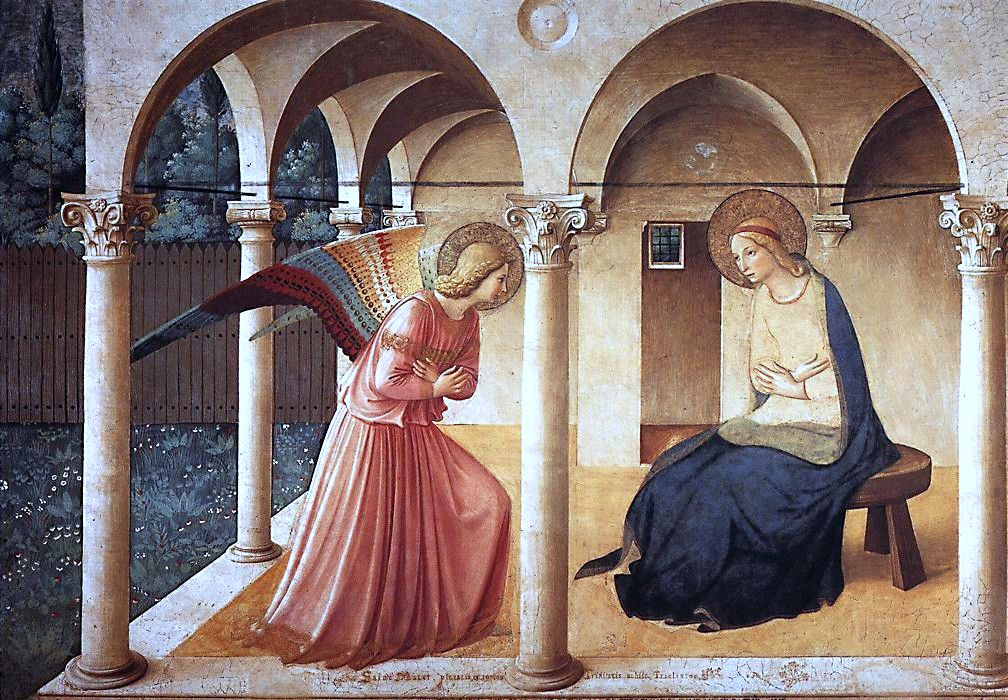
L'Annonciation du couvent San Marco.
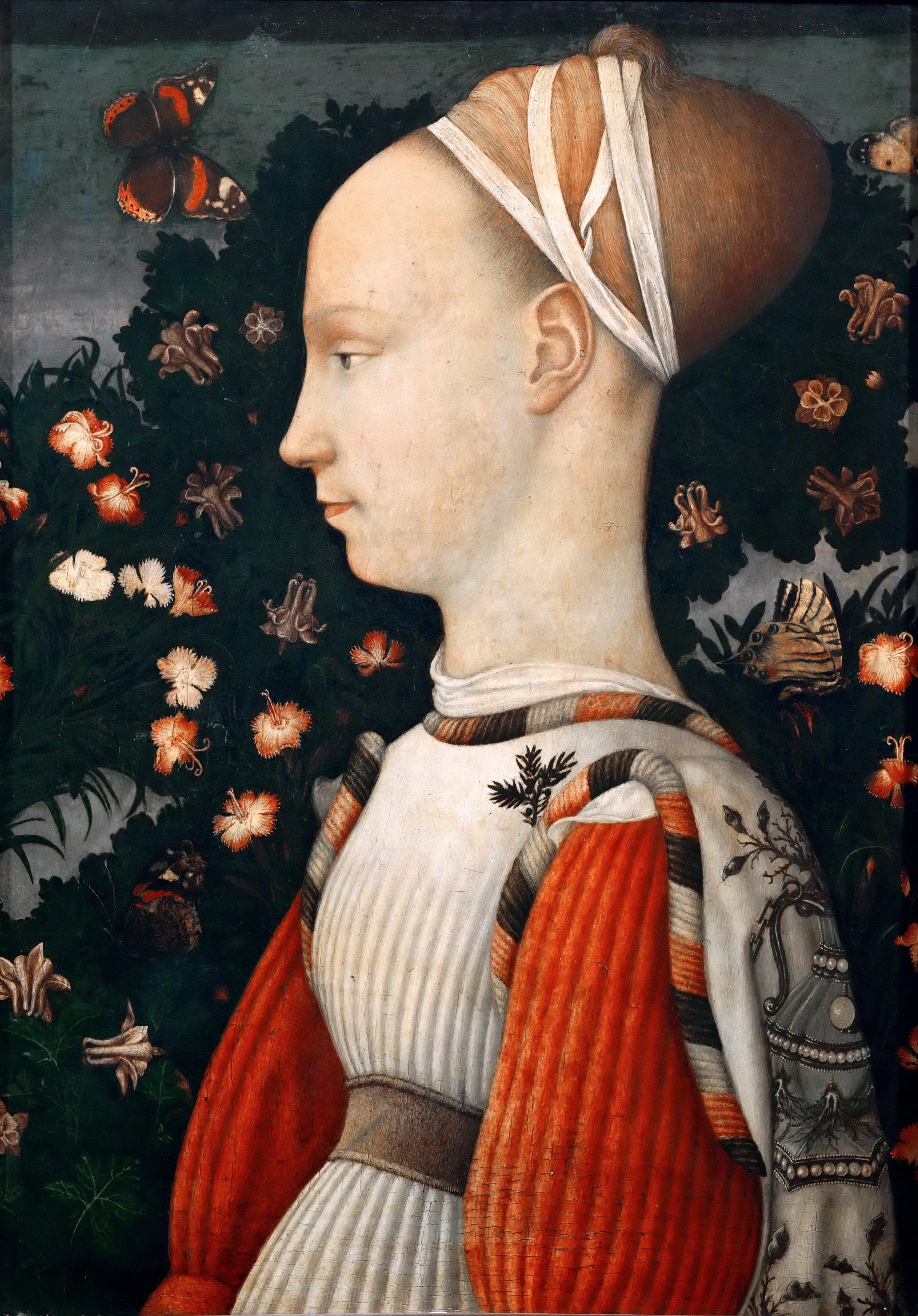
Portrait d'une princesse d'Este de Pisanello.
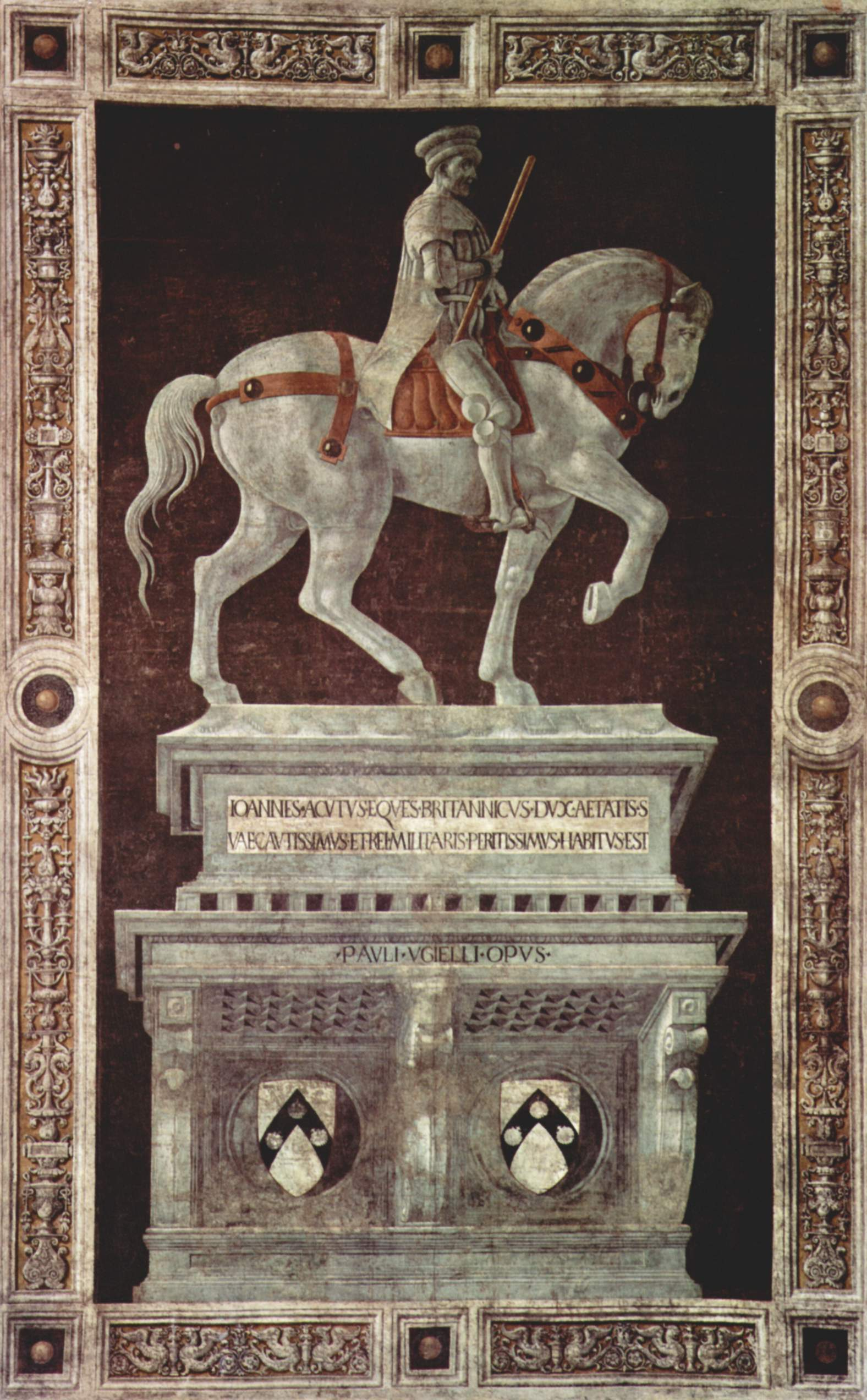
John Hawkwood, par Paolo Uccello
Saint Georges et la princesse, de Pisanello
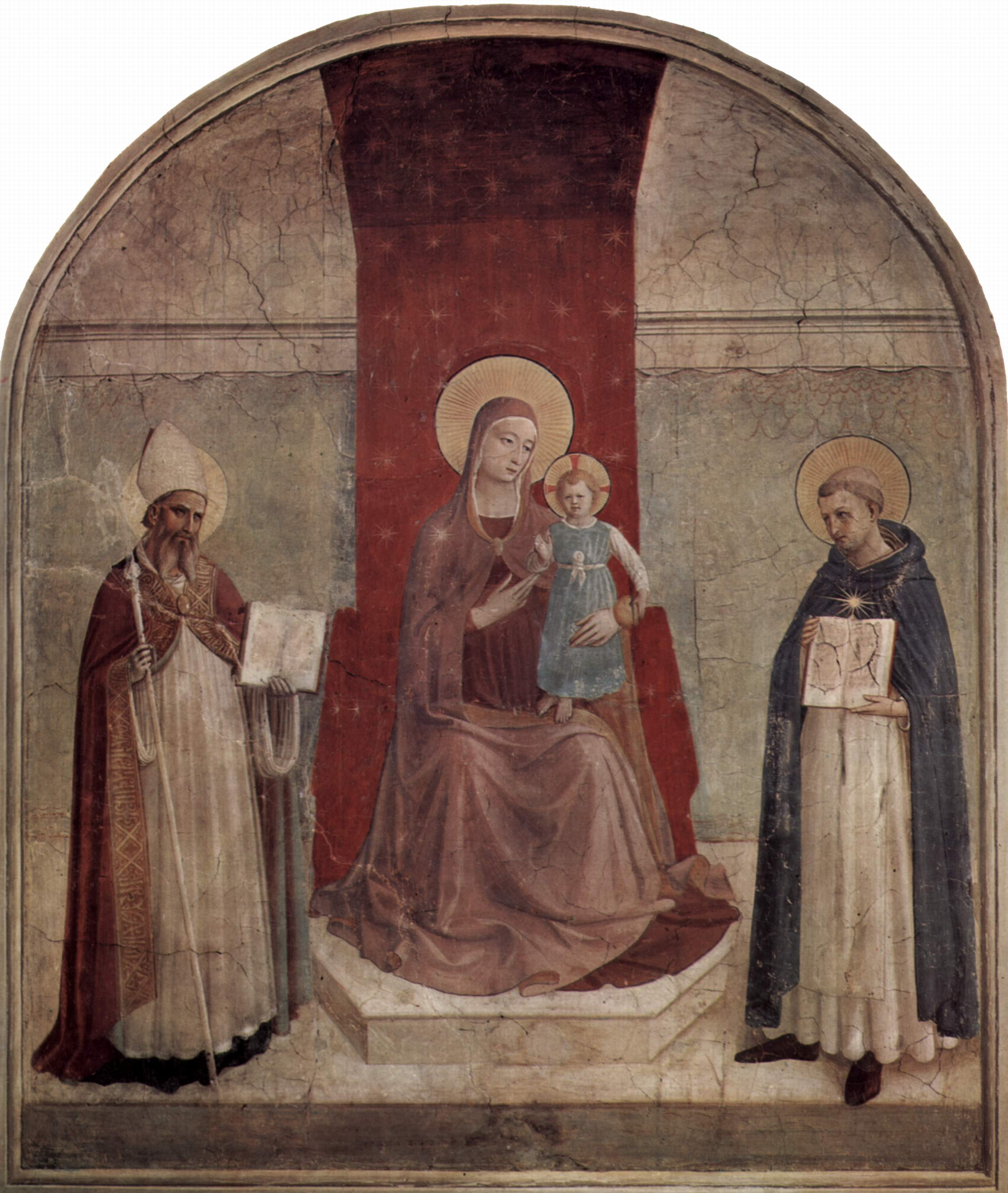
Retable pour San Marco de Fra Angelico
Portrait de Margareta van Eyck.

## Naissances
- 17 janvier 1431 : Antonio Pollaiuolo, peintre, sculpteur et graveur italien († 4 février 1496).
- Vers 1430 :
  - Antonello de Messine, peintre italien.
  - Matteo di Giovanni, peintre italien de l'école siennoise.
  - Pier Antonio Mezzastris, peintre italien de l'école ombrienne.
  - Fra Diamante, peintre italien de l'école florentine.
  - Desiderio da Settignano, sculpteur italien.
  - Simone Pappa l'Ancien, peintre italien.
  - Cosmè Tura, peintre italien.
  - Francesco Laurana,  sculpteur, médailleur et architecte italien.
  - Michel Colombe, sculpteur français de l'école de Tours.
  - Jean Colombe, enlumineur français.
- Vers 1430-1435 :
  - Carlo Crivelli, peintre italien.
  - Nicolas Froment, peintre  français de la seconde école d'Avignon.
- 1431 : Gei-Ami, peintre japonais.
- Vers 1431 : Andrea Mantegna, peintre italien.
- 1433 :
  - Felice Feliciano, humaniste, calligraphe, copiste, poète et épigraphiste italien.
  - Marco Zoppo, peintre et enlumineur italien de l'école bolonaise.
  - Bartolomeo Sanvito, calligraphe et enlumineur italien
- 1434 : Michael Wolgemut, peintre, dessinateur et graveur sur bois de la Renaissance allemande.
- Vers 1434 :
  - Kanō Masanobu, peintre japonais.
  - Mitsunobu Tosa, peintre japonais de la dynastie Tosa.
- 20 octobre 1435 : Andrea della Robbia, céramiste florentin.
- 1435 :
  - Andrea del Verrocchio, sculpteur, peintre et orfèvre florentin.
  - Pietro Lombardo, sculpteur et architecte italien.
- Vers 1435 :
  - Michael Pacher, peintre et sculpteur autrichien.
  - Bernt Notke, peintre et sculpteur allemand.
  - Giovanni Santi, peintre et poète italien.
- Vers 1435-1440 :
  - Hans Memling, peintre allemand de style flamand.
  - Bertoldo di Giovanni, sculpteur et médailleur italien.
- Vers 1435-1450 : Jan Polack, peintre polonais actif en Allemagne.
- 1436 :
  - Baccio Baldini, graveur italien († 1487).
  - Benvenuto di Giovanni peintre italien de l'école siennoise.
  - Cheikh Hamdullah, maître ottoman de la calligraphie islamique.
  - Lin Liang, peintre chinois.
- 1437 : Francesco di Simone Ferrucci, sculpteur italien.
- 1438 : Melozzo da Forlì, peintre et architecte italien.
- 1439 :
  - Cosimo Rosselli, peintre italien.
  - Francesco di Giorgio Martini,  peintre, sculpteur, architecte et ingénieur italien.
- Vers 1439 : Jacobello del Fiore, peintre italien de l'école vénitienne.

## Décès
- 1430 : Daniil Tcherny, peintre d'icônes russe.
- 31 janvier 1435 : Xuanzong, empereur de Chine et peintre animaliste.
- 1435 : Antonio Baboccio da Piperno, sculpteur, orfèvre et peintre italien.
- 20 octobre 1438 : Jacopo della Quercia, sculpteur italien.